# Janez Lotrič
Janez Lotrič, slovenski tenorist, operni in koncertni pevec, * 26. julij 1953, Železniki.

## Življenje
Solo petje je študiral pri Kseniji Vidali Žebre in na Akademiji za glasbo v Ljubljani pri profesorici Ondini Otti Klasinc. Izpopolnjeval se je pri Mariu del Monacu in komorni pevki Hildi Zadek na Dunaju. Med letoma 1980 in 1987 je bil solist mariborske Opere. Leta 1989 je presenetil z odličnima uvrstitvama na tekmovanju Toti dal Monte v Trbižu in na tekmovanju Maria del Monaca v Castelfrancu. Nastop na dunajskem tekmovanju Belvedere mu je zagotovil nastavitev v operni hiši v Osnabrücku. Od leta 1988 do 1997 je bil svobodni umetnik, potem je postal član ljubljanske Opere. Je stalni gost Državne opere na Dunaju. V tej sloviti hiši je doslej nastopil v devetih različnih vlogah in to več kot petdesetkrat. 
Nastopal je v družbi velikih pevskih in dirigentskih imen. Nastopil je tudi v Deželni operi v Salzburgu, v berlinski Nemški operi, pariški Komični operi, v Danski kraljevi operi v Københavnu, v hamburški in essenski operni hiši. Leta 1999 je posnel prvo samostojno zgoščenko z maestrom Urošem Lajovicem. Posnetki so mu odprli vrata pariške opere Bastille. Pel je na premieri Hoffmanovih pripovedk Jacquesa Offenbacha in še v devetih ponovitvah. Zelo je uspešen tudi v sloviti milanski Scali. Uspehi, ki jih v zadnjih letih dosega Janez Lotrič, so primerljivi z uspehi največjih tenorjev našega časa. Bil je izbran tudi med šest najboljših tenoristov sveta.